# Armatka wodna

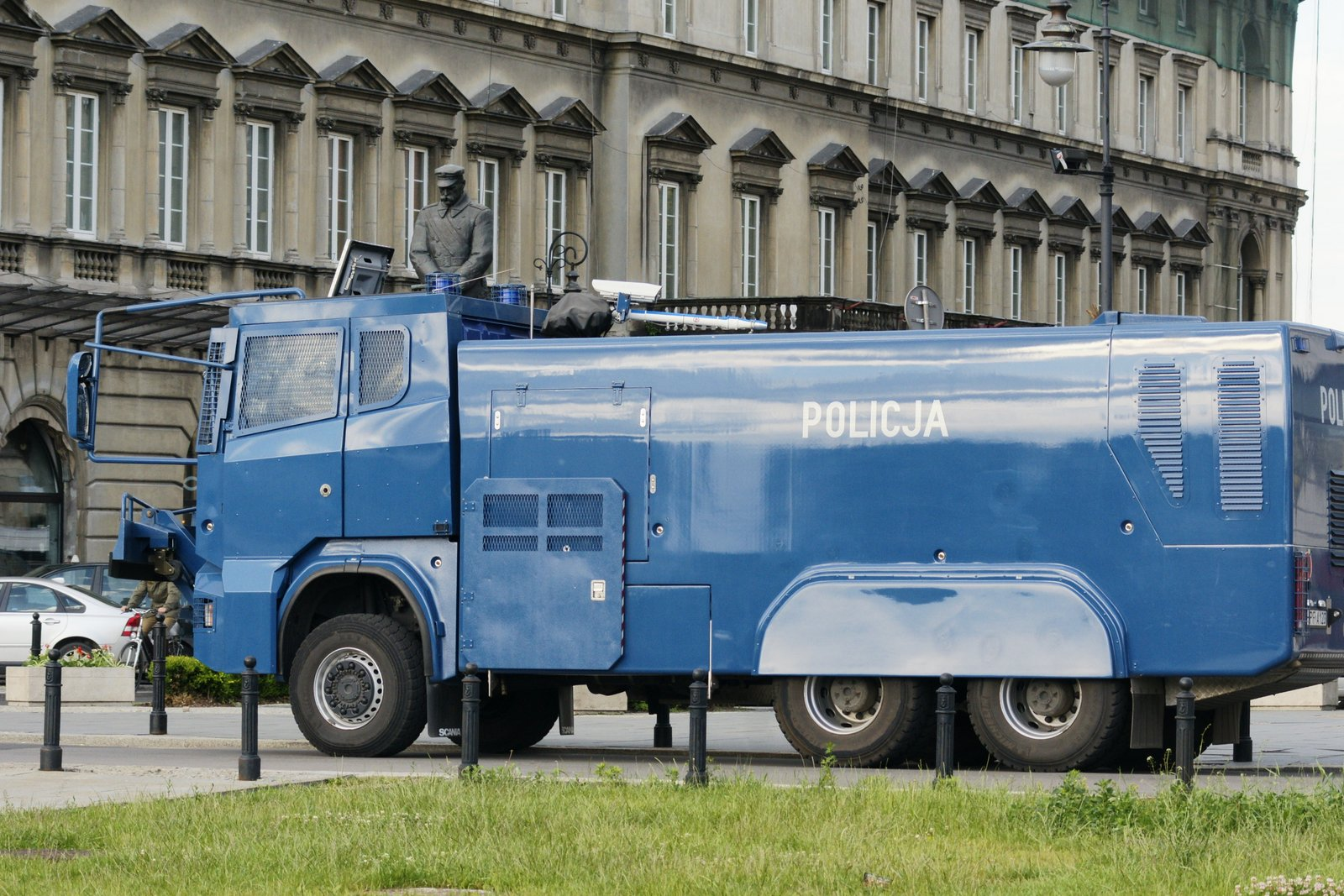
Armatka wodna Komendy Głównej Policji w Warszawie

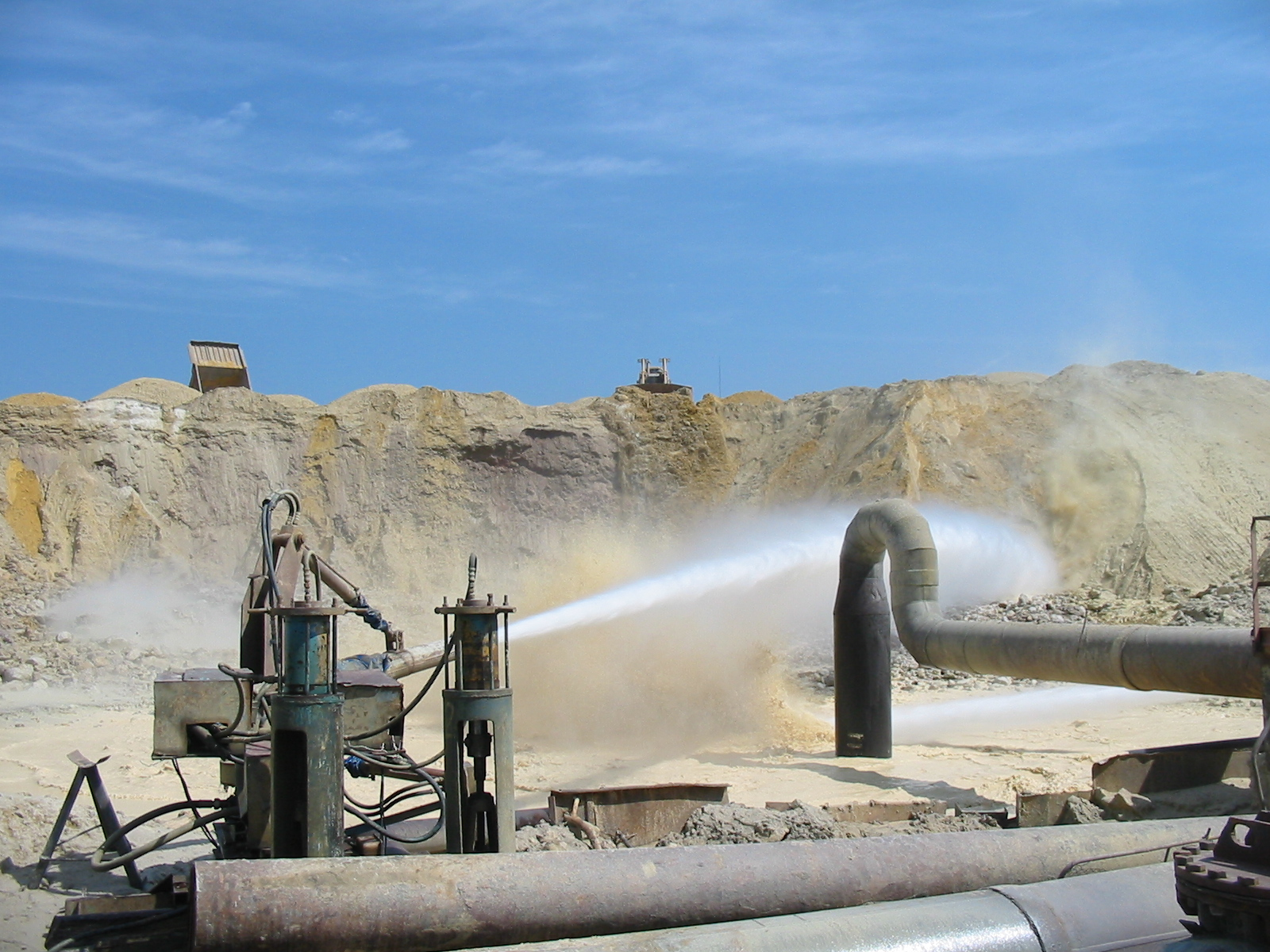
Współczesny monitor wodny

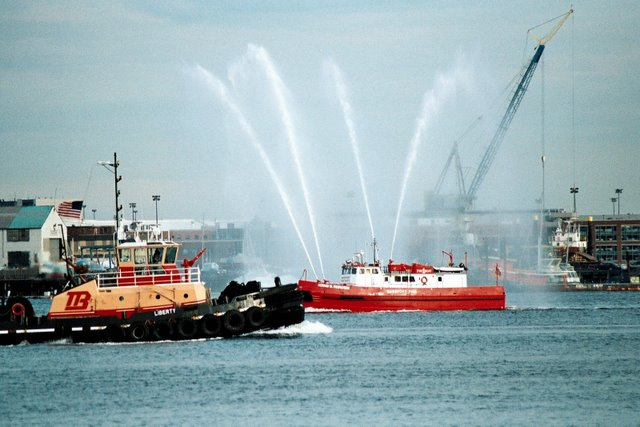
Armatki wodne na amerykańskim statku pożarniczym

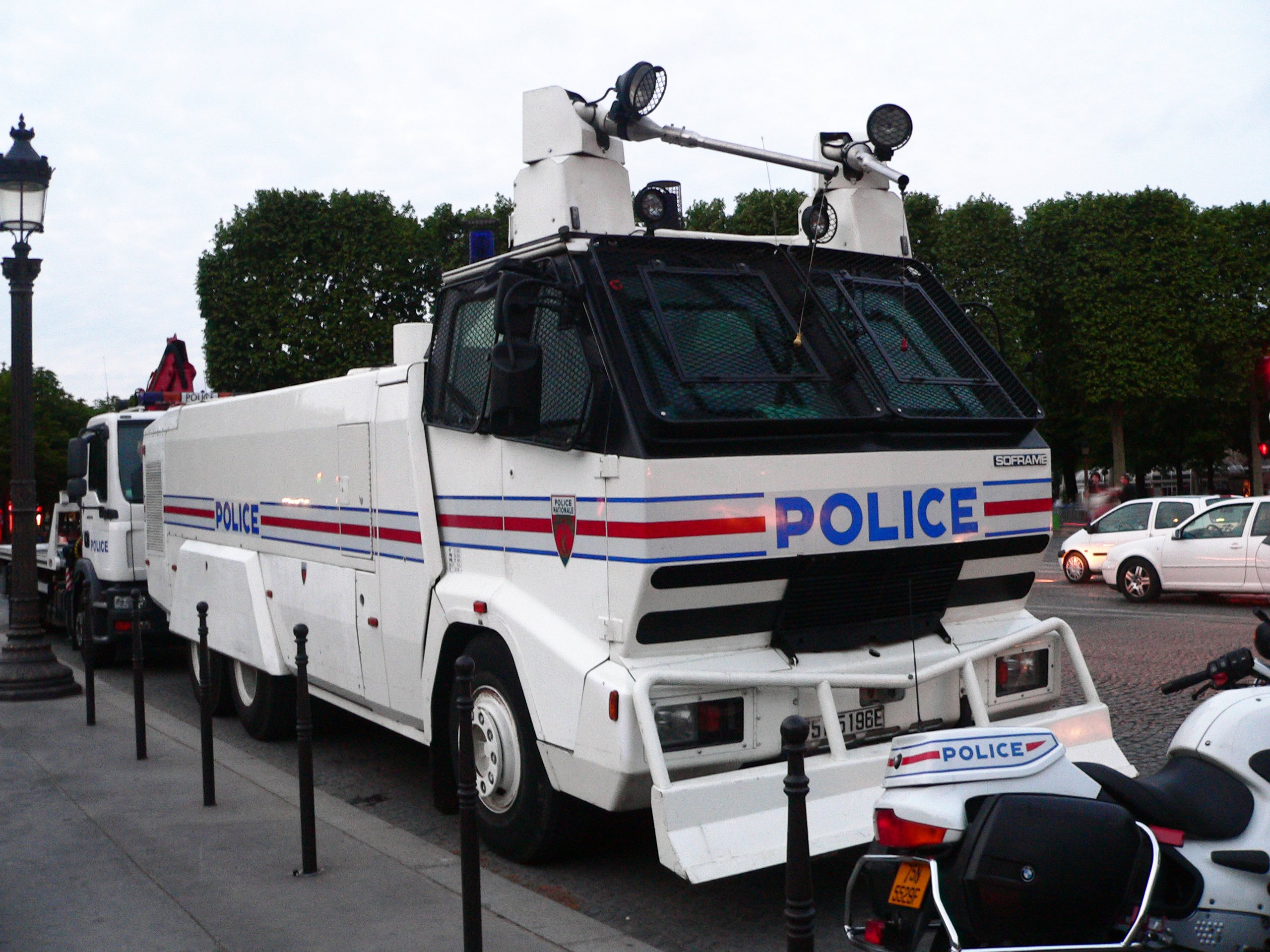
Francuska armatka wodna z lemieszem do likwidowania barykad ulicznych

Armatka wodna – urządzenie służące do miotania strumienia wody pod dużym ciśnieniem na odległość od kilkunastu do kilkudziesięciu metrów, gdzie energia takiego strumienia wykorzystywana jest m.in. do hydromechanicznego urabiania gruntu, np. przy formowaniu skarp czy dna wykopu.
Urządzenia takie są również stosowane do wypłukiwania osadów z osadników lub sit, a także do rozładunku materiałów sypkich ze środków transportu.
Pojazdy wyposażone w urządzenia działające na podobnej zasadzie lecz wykorzystywane do innych celów, również zwane są armatkami wodnymi. Będąc na wyposażeniu policji i innych służb porządkowych, są wykorzystywane jako broń w zamieszkach ulicznych do rozpędzania tłumów. W straży pożarnej jako osprzęt samochodów gaśniczych, stosowane do gaszenia pożarów.